# Pasaman
Pasaman is het noordelijkst gelegen regentschap (kabupaten) in de provincie West-Sumatra, Indonesië. Het regentschap heeft een oppervlakte van 3947 km² en heeft 243.451 inwoners (2004). De hoofdstad van het regentschap is Lubuk Sikaping.
Pasaman grenst in het noorden aan het regentschap Mandailing Natal (provincie Noord-Sumatra), in het oosten aan de regentschappen Rokan Hulu (provincie Riau) en Limapuluh Kota, in het zuiden aan het regentschap Agam en in het westen aan het regentschap Pasaman Barat, dat in 2003 is afgesplitst van Pasaman.
In het regentschap ligt ook het onderdistrict Bonjol, een overblijfsel van een ooit door Imam Bonjol gesticht staatje. Hier is dan ook een museum over hem te vinden (Wisata Sejarah Pejuang Tuanku Imam Bonjol). Bovendien is Bonjol bekend omdat het precies op de evenaar ligt.
De naam van het regentschap komt van de naam van de berg Pasaman (Gunung Pasaman) en de rivier Batang Pasaman. Het woord Pasaman zelf komt van Pasamoan (Indonesisch: Persamaan, "gelijkenis", "overeenkomst") en verwijst volgens sommigen naar de gemengde samenstelling van de bevolking (o.a. Minangkabauers, Javanen en Mandailing Batak).
Pasaman is onderverdeeld in 8 onderdistricten (kecamatan):
- Bonjol
- II Koto
- Lubuk Sikaping
- Mapat Tunggal
- Mapat Tunggal Selatan
- III Nagari
- Panti
- Rao